# キャンディ (ロビー・ウィリアムズの曲)
「キャンディ」(Candy)は、ロビー・ウィリアムズの楽曲。

## 概要
- 9枚目のスタジオ・アルバム『テイク・ザ・クラウン』からのファースト・シングルとして発売された。
- テイク・ザットのバンドメンバーであるゲイリー・バーロウとの共作。
- 2004年の「レディオ」以来8年ぶりとなる全英シングルチャート1位を記録。6週に渡ってトップ10入りするなど[1]、イギリスでは1997年の「エンジェルス」に次ぐ大きなヒットになった[2]。
- ミュージック・ビデオにはカヤ・スコデラリオが出演している、監督はジョセフ・カーン（英語版）。

## 収録曲
CDシングル
1. Candy - 3:21
2. Candy (Steve Pirton & Max Sanna Remix) - 6:56